# Gryne perlata
Gryne perlata is een hooiwagen uit de familie Cosmetidae.